# Tuva Novotny
Tuva Moa Matilda Karolina Novotny Hedström, nota semplicemente come Tuva Novotny (Stoccolma, 21 dicembre 1979) è un'attrice svedese.

## Biografia

### Vita privata
Ha 3 figli. Novotny ha una relazione con l'attore svedese Alexander Skarsgård; nel 2022 la coppia ha dato il benvenuto al loro primo figlio.

## Filmografia

### Attrice
- 1996: Bullen (serie televisiva)
- 1996/1999: Skilda världar (serie televisiva)
- 1997: Tic Tac
- 1998: Ernst Billgrens Kontakt
- 2000: Sleepwalker
- 2000: Jalla! Jalla!
- 2000: Naken
- 2000: Herr von Hancken (serie televisiva)
- 2001: Anja
- 2002: Den osynlige
- 2003: Norrmalmstorg (film TV)
- 2003: Midsommer
- 2003: Smala Sussie
- 2003: Kommer du med mig då
- 2004: Garfield (doppiatrice)
- 2004: Stratosphere Girl
- 2004: Danslärarens återkomst (serie televisiva)
- 2004: Dag och natt
- 2004: I väntan på regn
- 2004: Familien Gregersen
- 2005: Unge Andersen
- 2005: Flyd mine tårer
- 2005: Blízko nebe
- 2005: Fyra veckor i juni
- 2005: Stoned
- 2005: Bang bang orangutang
- 2006: Fiji Drive 2
- 2006: Swimming
- 2006: Små mirakel och stora
- 2006: Snapphanar (mini serie televisiva)
- 2007: Den svarta madonnan
- 2008: Kandidaten
- 2008: Irene Huss – Guldkalven
- 2008: Kommissarien och havet - Den inre kretsen (serie televisiva)
- 2009: Original
- 2009: 183 dagar (serie televisiva)
- 2009: Possession
- 2009: Bröllopsfotografen
- 2009: Simon och Malou
- 2010: Med lukkede øjne
- 2010: Mangia prega ama
- 2010: För kärleken
- 2010: Bröderna Karlsson
- Sandheden om mænd, regia di Nikolaj Arcel (2010)
- 2010: Ett tyst barn
- 2010/2013: Dag  (serie televisiva)
- 2011: ID:A
- 2011: Anonym identitet (serie televisiva)
- 2012: Fuck Up
- 2012: Spiral (serie televisiva)
- 2012: Mammas pojkar
- 2013: Mördaren ljuger inte ensam (film TV)
- 2013: Kung Liljekonvalje av dungen (film TV)
- 2013: Inte flera mord (film TV)
- 2013: Rosor, kyssar och döden (film TV)
- 2013: Farliga drömmar (film TV)
- 2013: Tragedi på en lantkyrkogård (film TV)
- 2013: Kødkataloget (serie televisiva)
- 2014: Resan till Fjäderkungens rike (doppiatrice)
- 2014: Capitan Sciabola: Il tesoro di Lama Rama
- 2014: Afvej
- 2015: Krigen
- 2016: Rosemari
- 2016: Nobel  (serie televisiva)
- 2016: Kongens nei
- 2017: Annientamento
- 2017: Borg McEnroe
- 2018: Intrigo: Morte di uno scrittore

### Regista
- 2022 Diorama

## Riconoscimenti
- Guldbagge
  - 2003 - Candidatura a miglior attrice per Den osynlige
  - 2006 - Candidatura a miglior attrice per Fyra veckor i juni
  - 2006 - Candidatura a miglior attrice non protagonista per Bang Bang Orangutang